# A Biblia könyvei
A Biblia könyvei a kereszténység szent könyvében, a Bibliában található iratok.
Ezek az iratok számos különböző műfajba tartoznak, például: elbeszélések, evangéliumok, prófétai iratok, zsoltárok, levelek, apokaliptikus írások.
Az Ószövetség tekintetében, a kereszténység fő ágai között néhány különbség található a könyvek elnevezésében és tagolásában, illetve abban, hogy az egyes deuterokanonikus könyveket a Biblia részének tartják-e.

## Elnevezések
| SZÍNKÓD | JELENTÉS                     |
| ------- | ---------------------------- |
|         | Ennek a szócikknek a tárgya. |

| Felekezet               | 1. általánosan elfogadott, nem vitatott könyvek | 2. vitatott, végül a zsidók és a protestánsok által elutasított könyvek, amelyeket a katolikusok elfogadnak | 3. csak nagyon szűk csoport által elfogadott könyvek, a nagy egyházak ezeket elutasítják |
| ----------------------- | ----------------------------------------------- | --- | ---------------------------------------------------------------------------------------- |
| katolikus szóhasználat  | PROTOKANONIKUS                                  | DEUTEROKANONIKUS                                                                                            | APOKRIF                                                                                  |
| protestáns szóhasználat | KANONIKUS                                       | APOKRIF | PSZEUDOEPIGRÁF                                                                           |

## Ószövetség
Az Ószövetség hagyományos felosztása:
1. Tóra (=Pentateuchus): Mózes 1–5
2. Történeti írások: Józsuétól a Makkabeusokig
3. Bölcsességi írások: Jóbtól Sirák fiáig
4. Prófétai írások: Ézsaiástól Malakiásig

| SZÍNKÓD | JELENTÉS                                                                                     |
| ------- | -------------------------------------------------------------------------------------------- |
|         | Minden Bibliában szereplő könyvek. (=protokanonikus)                                         |
|         | Csak egyes felekezetek Bibliájában létező könyvek. (részben apokrif, részben pszeudoepigráf) |
|         | Függelékként, vagy csak részben szereplő könyvek. (mindhárom fajta lehet)                    |

| ZSIDÓ                              | KATOLIKUS                        | ÖRMÉNY                        | ÓSZLÁV               | GÖRÖG                        | SZÍR                                    | ETIÓP               | KOPT              | PROTESTÁNS                       | Eredeti nyelv             |
| ---------------------------------- | -------------------------------- | ----------------------------- | -------------------- | ---------------------------- | --------------------------------------- | ------------------- | ----------------- | -------------------------------- | ------------------------- |
| Berésit                            | Mózes 1                          | Mózes 1                       | Mózes 1              | Mózes 1                      | Mózes 1                                 | Mózes 1             | Mózes 1           | Mózes 1                          | héber                     |
| Semót                              | Mózes 2                          | Mózes 2                       | Mózes 2              | Mózes 2                      | Mózes 2                                 | Mózes 2             | Mózes 2           | Mózes 2                          | héber                     |
| Vajjikrá                           | Mózes 3                          | Mózes 3                       | Mózes 3              | Mózes 3                      | Mózes 3                                 | Mózes 3             | Mózes 3           | Mózes 3                          | héber                     |
| Bammidbár                          | Mózes 4                          | Mózes 4                       | Mózes 4              | Mózes 4                      | Mózes 4                                 | Mózes 4             | Mózes 4           | Mózes 4                          | héber                     |
| Devárim                            | Mózes 5                          | Mózes 5                       | Mózes 5              | Mózes 5                      | Mózes 5                                 | Mózes 5             | Mózes 5           | Mózes 5                          | héber                     |
| –                                  | –                                | –                             | –                    | –                            | –                                       | Énókh 1             | –                 | –                                | héber?                    |
| –                                  | –                                | –                             | –                    | –                            | –                                       | Jubileumok          | –                 | –                                | héber?                    |
| Jehósua                            | Józsué                           | Józsué                        | Józsué               | Józsué                       | Józsué                                  | Józsué              | Józsué            | Józsué                           | héber                     |
| Sóftim                             | Bírák                            | Bírák                         | Bírák                | Bírák                        | Bírák                                   | Bírák               | Bírák             | Bírák                            | héber                     |
| Rút                                | Ruth                             | Ruth                          | Ruth                 | Ruth                         | Ruth                                    | Ruth                | Ruth              | Ruth                             | héber                     |
| Semúél                             | Sámuel 1                         | Sámuel 1                      | Sámuel 1             | Királyságok 1                | Sámuel 1                                | Sámuel 1            | Sámuel 1          | Sámuel 1                         | héber                     |
| Semúél                             | Sámuel 2                         | Sámuel 2                      | Sámuel 2             | Királyságok 2                | Sámuel 2                                | Sámuel 2            | Sámuel 2          | Sámuel 2                         | héber                     |
| Meláchim                           | Királyok 1                       | Királyok 1                    | Királyok 1           | Királyságok 3                | Királyok 1                              | Királyok 1          | Királyok 1        | Királyok 1                       | héber                     |
| Meláchim                           | Királyok 2                       | Királyok 2                    | Királyok 2           | Királyságok 4                | Királyok 2                              | Királyok 2          | Királyok 2        | Királyok 2                       | héber                     |
| Divré hajjámín                     | Krónika 1                        | Krónika 1                     | Krónika 1            | Krónika 1                    | Krónika 1                               | Krónika 1           | Krónika 1         | Krónika 1                        | héber                     |
| Divré hajjámín                     | Krónika 2                        | Krónika 2                     | Krónika 2            | Krónika 2                    | Krónika 2                               | Krónika 2           | Krónika 2         | Krónika 2                        | héber                     |
| Ezrá + Nehemjá                     | Ezsdrás 1                        | Ezsdrás                       | Ezsdrás 1            | Ezsdrás 2                    | Ezsdrás                                 | Ezsdrás             | Ezsdrás           | Ezsdrás                          | héber                     |
| Ezrá + Nehemjá                     | Ezsdrás 2 (=Nehémiás)            | Nehémiás                      | Nehémiás             | Ezsdrás 2                    | Nehémiás                                | Nehémiás            | Nehémiás          | Nehémiás                         | héber                     |
| –                                  | Ezsdrás 3 függelék               | Ezsdrás 3 extra kanonikus     | Ezsdrás 2            | Ezsdrás 1                    | –                                       | Ezsdrás 3           | –                 | –                                | görög?                    |
| –                                  | Ezsdrás 4 függelék               | Ezsdrás 4 extra kanonikus     | Ezsdrás 3 3–14. rész | –                            | –                                       | Ezsdrás 4           | Ezsdrás 4         | –                                | héber                     |
| –                                  | Tóbiás                           | Tóbiás                        | Tóbiás               | Tóbiás                       | Tóbiás                                  | Tóbiás              | Tóbiás            | –                                | arámi                     |
| –                                  | Judith                           | Judith                        | Judith               | Judith                       | Judith                                  | Judith              | Judith            | –                                | héber                     |
| Esztér nincs benne a kiegészítés   | Eszter                           | Eszter                        | Eszter               | Eszter                       | Eszter                                  | Eszter              | Eszter            | Eszter nincs benne a kiegészítés | héber (k: görög)          |
| –                                  | Makkabeusok 1                    | Makkabeusok 1                 | Makkabeusok 1        | Makkabeusok 1                | Makkabeusok 1                           | –                   | Makkabeusok 1     | –                                | héber / arámi?            |
| –                                  | Makkabeusok 2                    | Makkabeusok 2                 | Makkabeusok 2        | Makkabeusok 2                | Makkabeusok 2                           | –                   | Makkabeusok 2     | –                                | görög                     |
| –                                  | –                                | Makkabeusok 3 extra-kanonikus | Makkabeusok 3        | Makkabeusok 3                | Makkabeusok 3                           | –                   | Makkabeusok 3     | –                                | görög                     |
| –                                  | –                                | –                             | –                    | Makkabeusok 4 függelék       | –                                       | –                   | –                 | –                                | görög                     |
| –                                  | –                                | –                             | –                    | –                            | –                                       | Etióp Makkabeusok 1 | –                 | –                                | etióp                     |
| –                                  | –                                | –                             | –                    | –                            | –                                       | Etióp Makkabeusok 2 | –                 | –                                | etióp                     |
| –                                  | –                                | –                             | –                    | –                            | –                                       | Etióp Makkabeusok 3 | –                 | –                                | etióp                     |
| Ijjóv                              | Jób                              | Jób                           | Jób                  | Jób                          | Jób                                     | Jób                 | Jób               | Jób                              | héber                     |
| Tehillim                           | 1–150. zsoltár                   | 1–150. zsoltár                | 1–150. zsoltár       | 1–150. zsoltár               | 1–150. zsoltár                          | 1–150. zsoltár      | 1–150. zsoltár    | 1–150. zsoltár                   | héber                     |
| –                                  | 151. zsoltár függelék            | –                             | 151. zsoltár         | 151. zsoltár                 | 151. zsoltár                            | 151. zsoltár        | 151. zsoltár      | –                                | héber                     |
| –                                  | –                                | –                             | –                    | –                            | 152–155. zsoltár                        | –                   | –                 | –                                | héber?                    |
| –                                  | Manassé imája függelék           | –                             | Manassé imája        | Manassé imája Ódák könyvében | Manassé imája                           | Manassé imája       | –                 | –                                | görög?                    |
| –                                  | –                                | –                             | –                    | Ódák                         | –                                       | –                   | –                 | –                                | görög?                    |
| Mislé                              | Példabeszédek                    | Példabeszédek                 | Példabeszédek        | Példabeszédek                | Példabeszédek                           | Példabeszédek       | Példabeszédek     | Példabeszédek                    | héber                     |
| Kóhelet                            | Prédikátor                       | Prédikátor                    | Prédikátor           | Prédikátor                   | Prédikátor                              | Prédikátor          | Prédikátor        | Prédikátor                       | héber                     |
| Sír hassirim                       | Énekek éneke                     | Énekek éneke                  | Énekek éneke         | Énekek éneke                 | Énekek éneke                            | Énekek éneke        | Énekek éneke      | Énekek éneke                     | héber                     |
| –                                  | Bölcsesség                       | Bölcsesség                    | Bölcsesség           | Bölcsesség                   | Bölcsesség                              | Bölcsesség          | Bölcsesség        | –                                | görög                     |
| –                                  | Sirák fia                        | Sirák fia                     | Sirák fia            | Sirák fia                    | Sirák fia                               | Sirák fia           | Sirák fia         | –                                | héber és görög            |
| Jesajá                             | Ézsaiás                          | Ézsaiás                       | Ézsaiás              | Ézsaiás                      | Ézsaiás                                 | Ézsaiás             | Ézsaiás           | Ézsaiás                          | héber                     |
| Jirmejá                            | Jeremiás                         | Jeremiás                      | Jeremiás             | Jeremiás                     | Jeremiás                                | Jeremiás            | Jeremiás          | Jeremiás                         | héber és arámi            |
| Échá                               | Jeremiás siralmai                | Jeremiás siralmai             | Jeremiás siralmai    | Jeremiás siralmai            | Jeremiás siralmai                       | Jeremiás siralmai   | Jeremiás siralmai | Jeremiás siralmai                | héber                     |
| –                                  | Báruk                            | Báruk                         | Báruk                | Báruk                        | Báruk                                   | Báruk               | Báruk             | –                                | héber és görög            |
| –                                  | –                                | –                             | –                    | –                            | Báruk 2 (Báruk levele) keleti szíreknél | –                   | –                 | –                                | héber?                    |
| –                                  | –                                | –                             | –                    | –                            | –                                       | Báruk 4             | –                 | –                                | görög?                    |
| –                                  | Jeremiás levele Báruk 6. fejezet | Jeremiás levele               | Jeremiás levele      | Jeremiás levele              | Jeremiás levele                         | Jeremiás levele     | Jeremiás levele   | –                                | héber és arámi            |
| Jechezkél                          | Ezékiel                          | Ezékiel                       | Ezékiel              | Ezékiel                      | Ezékiel                                 | Ezékiel             | Ezékiel           | Ezékiel                          | héber                     |
| Danijjél nincs benne a kiegészítés | Dániel                           | Dániel                        | Dániel               | Dániel                       | Dániel                                  | Dániel              | Dániel            | Dániel nincs benne a kiegészítés | héber és arámi (k: görög) |
| Teré asszár (a 12 kispróféta)      | Hóseás                           | Hóseás                        | Hóseás               | Hóseás                       | Hóseás                                  | Hóseás              | Hóseás            | Hóseás                           | héber                     |
| Teré asszár (a 12 kispróféta)      | Jóel                             | Jóel                          | Jóel                 | Jóel                         | Jóel                                    | Jóel                | Jóel              | Jóel                             | héber                     |
| Teré asszár (a 12 kispróféta)      | Ámós                             | Ámós                          | Ámós                 | Ámós                         | Ámós                                    | Ámós                | Ámós              | Ámós                             | héber                     |
| Teré asszár (a 12 kispróféta)      | Abdiás                           | Abdiás                        | Abdiás               | Abdiás                       | Abdiás                                  | Abdiás              | Abdiás            | Abdiás                           | héber                     |
| Teré asszár (a 12 kispróféta)      | Jónás                            | Jónás                         | Jónás                | Jónás                        | Jónás                                   | Jónás               | Jónás             | Jónás                            | héber                     |
| Teré asszár (a 12 kispróféta)      | Mikeás                           | Mikeás                        | Mikeás               | Mikeás                       | Mikeás                                  | Mikeás              | Mikeás            | Mikeás                           | héber                     |
| Teré asszár (a 12 kispróféta)      | Náhum                            | Náhum                         | Náhum                | Náhum                        | Náhum                                   | Náhum               | Náhum             | Náhum                            | héber                     |
| Teré asszár (a 12 kispróféta)      | Habakuk                          | Habakuk                       | Habakuk              | Habakuk                      | Habakuk                                 | Habakuk             | Habakuk           | Habakuk                          | héber                     |
| Teré asszár (a 12 kispróféta)      | Szofóniás                        | Szofóniás                     | Szofóniás            | Szofóniás                    | Szofóniás                               | Szofóniás           | Szofóniás         | Szofóniás                        | héber                     |
| Teré asszár (a 12 kispróféta)      | Aggeus                           | Aggeus                        | Aggeus               | Aggeus                       | Aggeus                                  | Aggeus              | Aggeus            | Aggeus                           | héber                     |
| Teré asszár (a 12 kispróféta)      | Zakariás                         | Zakariás                      | Zakariás             | Zakariás                     | Zakariás                                | Zakariás            | Zakariás          | Zakariás                         | héber                     |
| Teré asszár (a 12 kispróféta)      | Malakiás                         | Malakiás                      | Malakiás             | Malakiás                     | Malakiás                                | Malakiás            | Malakiás          | Malakiás                         | héber                     |
| –                                  | –                                | –                             | –                    | –                            | –                                       | Joszippon           | –                 | –                                | héber                     |

## Újszövetség
| Felosztás      | Könyvek                                  | Eredeti nyelv |
| Evangéliumok   | Máté evangéliuma                         | Görög         |
| Evangéliumok   | Márk evangéliuma                         | Görög         |
| Evangéliumok   | Lukács evangéliuma                       | Görög         |
| Evangéliumok   | János evangéliuma                        | Görög         |
| Történeti írás | Az apostolok cselekedetei                | Görög         |
| Tanítói írások | Pál levele a rómaiakhoz                  | Görög         |
| Tanítói írások | Pál első levele a korinthosziakhoz       | Görög         |
| Tanítói írások | Pál második levele a korinthosziakhoz    | Görög         |
| Tanítói írások | Pál levele a galatákhoz                  | Görög         |
| Tanítói írások | Pál levele az epheszosziakhoz            | Görög         |
| Tanítói írások | Pál levele a filippiekhez                | Görög         |
| Tanítói írások | Pál levele a kolosszébeliekhez           | Görög         |
| Tanítói írások | Pál első levele a thesszalonikaiakhoz    | Görög         |
| Tanítói írások | Pál második levele a thesszalonikaiakhoz | Görög         |
| Tanítói írások | Pál első levele Timótheoszhoz            | Görög         |
| Tanítói írások | Pál második levele Timótheoszhoz         | Görög         |
| Tanítói írások | Pál levele Tituszhoz                     | Görög         |
| Tanítói írások | Pál levele Filemonhoz                    | Görög         |
| Tanítói írások | A zsidókhoz írt levél                    | Görög         |
| Tanítói írások | Jakab levele                             | Görög         |
| Tanítói írások | Péter első levele                        | Görög         |
| Tanítói írások | Péter második levele                     | Görög         |
| Tanítói írások | János első levele                        | Görög         |
| Tanítói írások | János második levele                     | Görög         |
| Tanítói írások | János harmadik levele                    | Görög         |
| Tanítói írások | Júdás levele                             | Görög         |
| Apokalipszis   | A jelenések könyve                       | Görög         |